# 基督城藝術中心

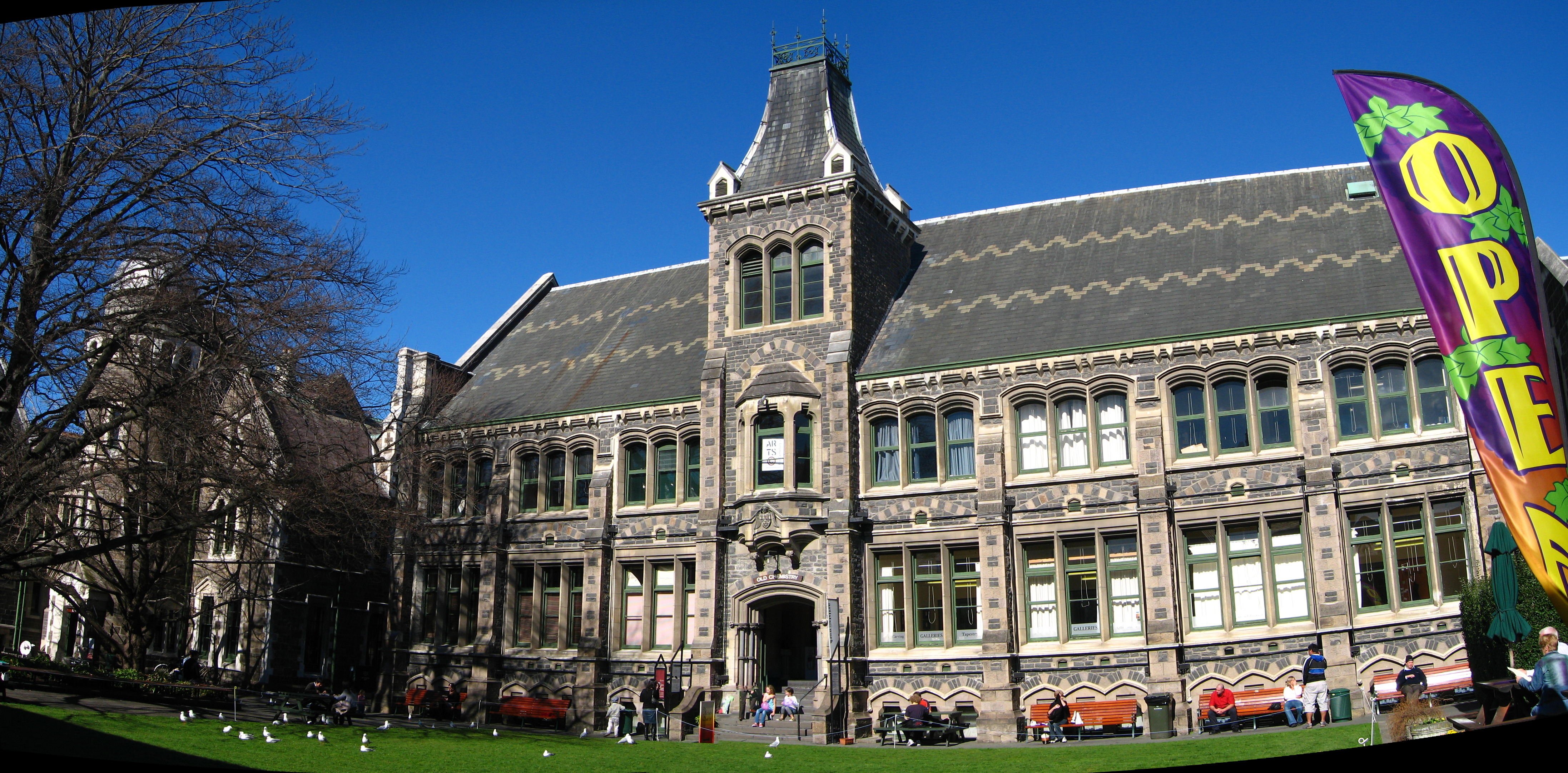

基督城藝術中心（The Arts Center of Christchurch）是位於紐西蘭南島基督城的一座文化設施。藝術中心在建設之初是坎特伯雷大學的校舍，為哥特復興式建築，竣工於1877年。1975年，坎特伯雷大學宣布搬遷，大學校舍改建為藝術中心。